# Hannah Tapp
Hannah Tapp (ur. 21 czerwca 1995 w Stewartville) – amerykańska siatkarka, reprezentantka Stanów Zjednoczonych, grająca na pozycji środkowej.
Jej siostra bliźniaczka Paige, również jest siatkarką.

## Sukcesy klubowe
Mistrzostwo Niemiec:
- 2017[3]

## Sukcesy reprezentacyjne
Puchar Panamerykański:
- 2019

Puchar Świata:
- 2019

Mistrzostwa Ameryki Północnej, Środkowej i Karaibów:
- 2019

Liga Narodów:
- 2021

## Nagrody indywidualne
- 2019: Najlepsza środkowa Pucharu Panamerykańskiego